# Archytas incertus
Archytas incertus är en tvåvingeart som först beskrevs av Giglio-tos 1893.  Archytas incertus ingår i släktet Archytas och familjen parasitflugor. Inga underarter finns listade i Catalogue of Life.